# خوسيه فرنانديز (لاعب كرة قدم تشيلي)
خوسيه فرنانديز (بالإسبانية: José Fernández)‏ هو مدرب كرة قدم ولاعب كرة قدم تشيلي، ولد في 23 فبراير 1928، وتوفي في 5 نوفمبر 2009.

## وصلات خارجية
- خوسيه فرنانديز (لاعب كرة قدم تشيلي) على موقع قاعدة بيانات كرة القدم.إي يو (الإنجليزية)
- خوسيه فرنانديز (لاعب كرة قدم تشيلي) على موقع ناشيونال فوتبول تيمز (الإنجليزية)
- خوسيه فرنانديز (لاعب كرة قدم تشيلي) على موقع عالم كرة القدم.نت (الإنجليزية)